# Famine du Bengale de 1943
La famine du Bengale de 1943 est la deuxième famine la plus meurtrière à s'être déroulée durant la colonisation du sous-continent indien par l'Empire britannique, après la grande famine de 1770 pendant la domination du Bengale par la Compagnie britannique des Indes orientales. Il est estimé qu'entre deux et quatre millions de personnes sont mortes de faim en 1943.

## Contexte

### Contexte social antérieur à la seconde guerre mondiale
Deux documents de l'époque — Report of the Land Revenue Commission of Bengal (1940) (Government of Bengal 1940b) et l’enquête agricole publiée en 1946 (Mahalanobis, Mukherjea et Ghosh 1946) — indiquent qu'avant même la famine de 1943, au moins la moitié des 46 millions de Bengalis dépendant de l'agriculture pour leur subsistance étaient en insécurité alimentaire. Alors qu'une famille avait besoin d'environ deux acres, le premier rapport note que 46 % des familles rurales en possédaient moins. Le second document, produit par l'Indian Statistical Institute sous la direction de P. C. Mahalanobis, constate que 77,5 % de la population ne cultivait pas un terrain suffisant pour se procurer sa nourriture.

### Perturbations économiques de la guerre et inflation
L'Empire britannique finance son effort de guerre en partie par l'inflation, tandis qu'il réoriente ses dépenses vers les biens militaires ; en outre, il perturbe l'économie avec des mesures de surveillance, des réquisitions de moyens de transport, etc. Cela a pour conséquence de faire monter les prix alors que seuls les employés du secteur militaire et des docks obtenaient des augmentations. Pour de nombreuses catégories professionnelles comme les paysans sans terre, les pêcheurs, les dépouilleurs de riz (paddy huskers) et d'autres groupes, la valeur réelle du salaire avait déjà chuté de deux tiers depuis le début de la guerre.

### La pression militaire japonaise

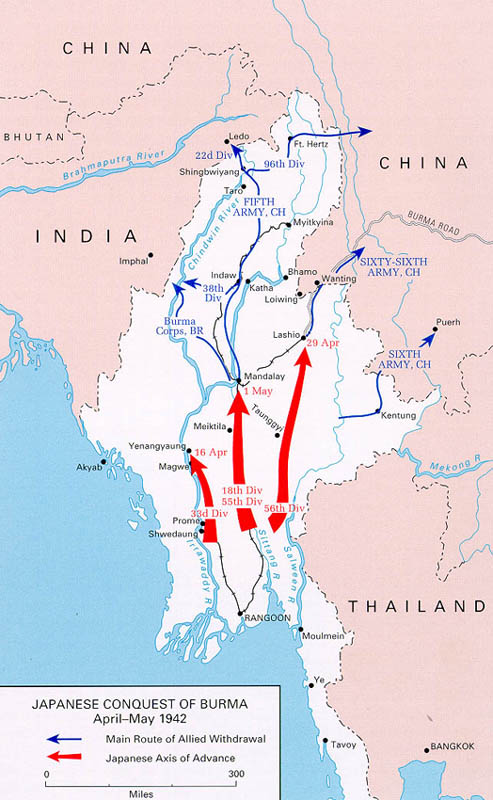
Conquête japonaise de la Birmanie et retraite de l'armée chinoise en avril-mai 1942.

Le Royaume-Uni connaît en 1942 une défaite désastreuse à la bataille de Singapour contre l'Empire japonais. Ce dernier s'ouvre ainsi la voie vers la conquête de la Birmanie qui a lieu dans la même année. Les Britanniques avaient mené une politique agricole active dans ce pays, encourageant massivement la production de riz dans le delta de l'Irrawaddy et dans l'Arakan, conduisant à faire de la Birmanie le premier exportateur mondial de riz. 15 % du riz indien provient alors de Birmanie, cette proportion étant même supérieure au Bengale, une région proche de la Birmanie. À la suite de l'occupation japonaise de la Birmanie, les Britanniques décident de retirer leur flotte de l’océan Indien, entraînant définitivement l’impossibilité pour le Bengale de recevoir du riz birman. Il est cependant peu probable que ces importations aient représenté beaucoup plus de 20 % de la consommation bengalie ; la perte de la Birmanie par l'Empire britannique ne peut donc à elle seule expliquer la famine que va connaître la région en 1943[réf. nécessaire].
L'appréciation par les autorités britanniques de la situation militaire et surtout la manière de répondre à la menace japonaise sur l'Inde ont été pour beaucoup dans le déclenchement de ce désastre alimentaire. Les autorités britanniques craignant qu'une attaque sur l'Inde ne passe par le Bengale, des mesures d'urgence avaient été prises pour garantir des stocks de nourriture aux soldats britanniques et empêcher l'accès des réserves aux soldats japonais en cas d'invasion.
La politique de la « terre brûlée » fut pratiquée dans la région de Chittagong, à proximité de la frontière birmane. Dans le même temps, de grandes quantités de riz furent transportées dans le centre de l'Inde pour nourrir les troupes britanniques et indiennes ainsi qu'à Ceylan qui était avant-guerre largement dépendante du riz birman et où de nombreuses troupes s'étaient massées dans l'attente d'une invasion japonaise de l'île.

### Le cyclone de l'automne 1942
Le 16 octobre 1942, un cyclone tropical touche la côte est du Bengale et de l'Orissa faisant 40 000 victimes. Une bande de territoire comprise entre la côte et 65 km à l'intérieur des terres, fortement productrice de riz, est inondée, empêchant toute récolte. Face à cette pénurie, les paysans se voient contraints de piocher dans leur surplus pour se nourrir ; les graines qui devaient être plantées lors de l'hiver 1942-1943 ont été consommées quand approche la saison chaude en mai 1943.

## Explications
Ce sujet sensible a généré de nombreuses thèses, avec leur lot de polémiques.

### Un approvisionnement insuffisant
Les éléments de contexte indiqués plus haut ont fourni l’explication la plus commune[réf. nécessaire]

### Amartya Senréduit l’importance du manque d’approvisionnement

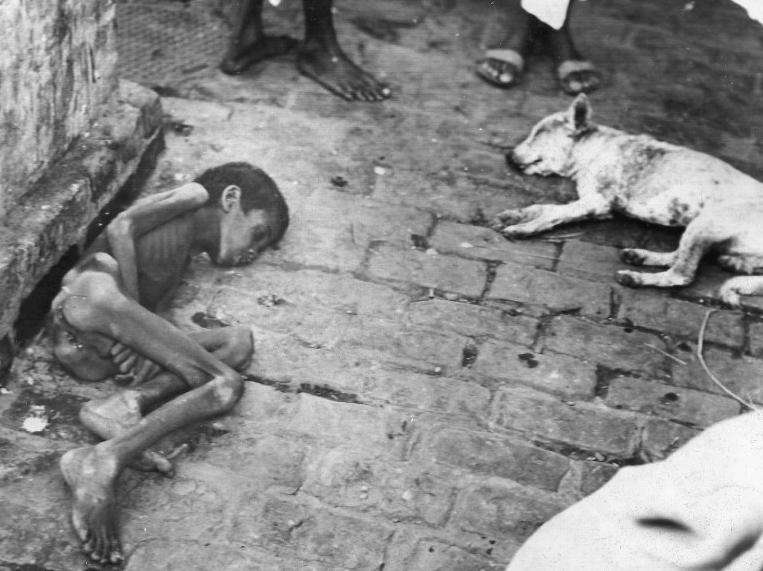
Enfant affamé à Calcutta en octobre 1943, photographie de, Bengal Speaks, Bombay, 1944.

Dans un de ses ouvrages de référence, Amartya Sen, qui a reçu le prix Nobel d'économie pour ses travaux sur la famine, soutient qu'il n'y avait pas de pénurie globale de riz au Bengale en 1943 : les stocks disponibles étaient même légèrement supérieurs à ceux de 1941, où aucune famine ne s'était déclarée.
Selon Sen, c'est l'absence d'indices d'une mauvaise récolte, et le caractère inattendu de la famine, qui a conditionné la réponse léthargique des autorités au désastre. Les rumeurs de pénurie ont causé une thésaurisation et une rapide montée des prix, favorisée par la situation de guerre qui faisaient des denrées alimentaires, et du riz en particulier, un excellent investissement (les prix avaient déjà doublé durant l'année précédente).
Bien que le Bengale eût assez de riz et autres céréales pour pourvoir aux besoins de sa population, des millions de personnes sont en l'espace de quelques années devenues trop pauvres pour pouvoir se procurer les denrées alimentaires vitales.

### Le Crime du Bengale
Cette thèse de Sen a été critiquée par l'auteure bangladaise Madushree Mukerjee dans une polémique avec Sen publiée dans la New York Review of Books en 2011. Ses thèses sont présentées dans son ouvrage Churchill's Secret War paru en français en 2015 sous le titre Le Crime du Bengale. Selon elle, la famine du Bengale, provoquée principalement par les réquisitions de l'armée britannique, a fait plus de 4 millions de victimes.

### Rôle de l'Empire britannique
De nombreux journalistes et historiens indiens et bengalis modernes ont notamment accusé le Premier ministre britannique Winston Churchill d’être indifférent à la misère du Bengale ou même de l’accepter en toute connaissance de cause. Pendant la famine, l’unique préoccupation de Churchill fut d'assurer le bon approvisionnement de l'armée britannique des Indes. Le gouvernement de Delhi avait envoyé un télégramme lui peignant une image de la dévastation horrible et du nombre de personnes qui avaient trouvé la mort. Sa seule réponse fut de demander pourquoi Gandhi n'était pas encore mort. Il fit part de son mépris pour les Indiens à Leo Amery, Secrétaire d'État pour l’Inde et la Birmanie, lui disant : « Je hais les Indiens. C’est un peuple bestial, avec une religion bestiale ». « Famine ou pas famine, les Indiens se reproduisent comme des lapins ».
Pendant la famine, des cargos venant d'Australie entièrement chargés de vivres se sont rendus vers l'Europe, faisant escale sur la côte indienne, pour continuer à reconstituer les millions de tonnes de produits alimentaires stockés dans la mère patrie britannique. La nourriture a continué d’être exportée d'Inde au prétexte qu'elle devait fournir de la nourriture pour le nouveau théâtre de guerre en Grèce et en Italie. Leo Amery écrit dans son journal : « Winston a peut-être raison de dire que la famine des Bengalis, qui sont de toute façon sous-alimentés, est moins grave que celle des Grecs, qui sont solides, mais il ne tient pas suffisamment compte de la responsabilité de l'Empire dans ce pays ».

## La famine dans la culture bengali

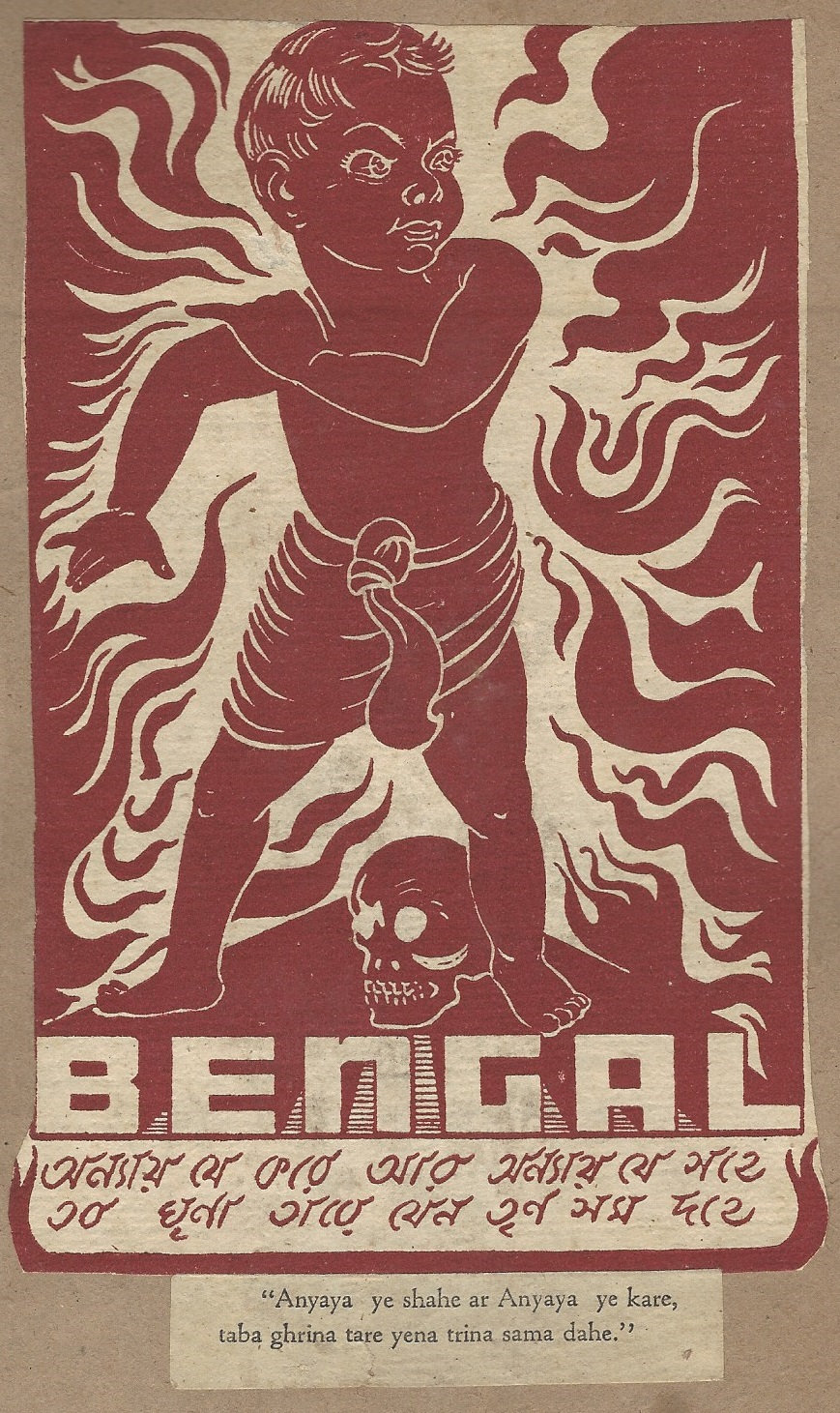
Bengal Speaks, album publié par, Bombay, 22 novembre 1944.

Artistes, romanciers et réalisateurs ont tenté de dépeindre l'horreur de la famine dans leurs travaux. Le peintre bengali Zainul Abedin fut l'un des premiers documentaristes de la famine avec ses croquis dépeignant les corps des victimes.
La famine constitue la toile de fond, et quasiment l'un des personnages, du roman de Bibhutibhushan Bandopadhyay intitulé Ashani Sanket. Il fut adapté au cinéma en 1973 par Satyajit Ray dans un film du même nom (traduit Tonnerres lointains en français) qui présente la thésaurisation comme la cause principale de la famine. Il reçut l'Ours d'or du Festival de Berlin. Mrinal Sen filma lui aussi la famine de 1943 dans Akaler Sandhane (1981). D'autres films de Sen, à l'image de Baishey Sravan et Calcutta 71, évoquent le même sujet.
De nos jours, au Bengale Occidental indien, et au Bangladesh, des récits oraux circulent encore non seulement dans les zones rurales, mais aussi dans les grandes villes à propos de la grande famine de 1943, mais aussi, sur d'autres famines plus anciennes.